# Akebäcks församling
Akebäcks församling är en församling i Romaklosters pastorat i Medeltredingens kontrakt i Visby stift i Svenska kyrkan. Församlingen ligger i Gotlands kommun i Gotlands län.

## Administrativ historik
Församlingen har medeltida ursprung. Församlingen var till den 1 maj 1920 annexförsamling i pastoratet Follingbo och Akebäck. Från den 1 maj 1920 var den annexförsamling i pastoratet Roma, Björke, Follingbo och Akebäck, som 1962 utökades med Barlingbo, Endre och Hejdeby församlingar. Från 2016 ingår församlingen i Romaklosters pastorat. 

## Klockare och organister
| Ämbetstid  | Namn                    | Levnadstid | Övrigt                   |
| ---------- | ----------------------- | ---------- | ------------------------ |
|            | Arvid                   | 1702-      | Klockare                 |
| 1753?-1799 | Arvid Arvidsson         | 1736-      | Klockare och skolmästare |
| 1799-1813  | Hans Jöransson Närström | 1774-      | Klockare och skolmästare |
| 1813-1822  | Lars Lindström          | 1786-      | Klockare och skolmästare |
| 1822-1854  | Olof Norrby             | 1789-1854  | Klockare och skolmästare |
| 1855-1894  | Johan Westman           | 1829-1910  | Klockare och skolmästare |

## Kyrkor
- Akebäcks kyrka